# 国教会
国教会（こっきょうかい、State church）は、国家が主体となって運営を行っているキリスト教の教会の組織形態で、おもにイギリス、ドイツ、北欧などに見られる。教会税を徴収し、洗礼を住民登録に代え、教会での結婚式を正式な結婚の手続きとして扱う役所の行政事務を代行している側面もある。
宗教改革以後、国教会から離脱して独自組織を形成したプロテスタント教会は自由教会と呼ばれる。

## 国教会の一覧

### 正教会
正教会
- キプロス、キプロス正教会
- ギリシャ、ギリシャ正教会
- フィンランド、フィンランド正教会

### ローマ・カトリック
カトリック教会
- アルゼンチン
- ボリビア
- コスタリカ
- エルサルバドル
- リヒテンシュタイン
- マルタ
- モナコ
  - スイスの一部

### オールド・カトリック
復古カトリック教会
- スイスの一部

### アングリカン
聖公会
- イングランド、イングランド国教会

### ルター派教会
ルター派教会
- アイスランド、アイスランド国教会
- スウェーデン、スウェーデン国教会
- デンマーク、デンマーク国教会
- ノルウェー、ノルウェー国教会
- フィンランド、フィンランド福音ルター派教会

### 改革派
改革派教会
- スイスの一部
- スコットランド、スコットランド教会